# Лукьянченко, Татьяна Васильевна
Татьяна Васильевна Лукьянченко (4 апреля 1932, Москва — 12 марта 2016) — советский и российский этнограф, исследователь истории и культуры российских саамов, кандидат исторических наук.

## Биография
В 1950 году Татьяна Васильевна окончила школу с золотой медалью.
В 1955 году окончила кафедру этнографии Московского государственного университета.
Сразу после окончания университета начинает работать в Институте этнографии АН СССР.
С 1957 по 1961 год — старший научно-технический сотрудник.
В 1963 году Татьяна Васильевна поступила в аспирантуру Института этнографии.
После окончания аспирантуры она была принята на работу в Сектор Прибалтики, Поволжья и Европейского Севера, возглавляемый Л. Н. Терентьевой, но в 1986 г. вновь вернулась в Сектор Севера.
Татьяна Васильевна была консультантом и партнером Музей-Архив истории изучения и освоения Европейского Севера.
Она была секретарем Международной советско-финляндской рабочей группы по научному сотрудничеству в области этнографии и антропологии, постоянно участвовала в подготовке советско-финляндских симпозиумов, международных конгрессов финно-угроведов.
Татьяна Васильевна является почётным членом Саамского культурного общества Финляндии и Ассоциации финляндских этнологов «Этнос».

## Научная деятельность
Татьяной Васильевной было опубликовано более 200 научных публикаций.
Сразу в начале обучения участвовала в экспедициях на Европейский Север России: в Коми-Пермяцкий национальный округ, Карелию, Мурманскую область под руководством Михаила Владимировича Витова.
В 1958 году Татьяна Васильевна впервые выехала к саамам Кольского полуострова в составе Северной экспедиции.
В 1968 году она защитила кандидатскую диссертацию на тему: «Материальная культура саамов Кольского полуострова конца XIX—XX вв.».
За годы работы в Институте Татьяна Васильевна провела более 25 полевых сезонов в разных районах Европейского и Азиатского Севера, Сибири, участвовала в зарубежных экспедициях на Европейский Север.
Принимала участие в работе этнографической секции Северного филиала (СФ) ГО СССР. Публиковалась в различных выпусках ежегодника «Природа и хозяйство Севера».
Татьяна Васильевна вела полевые исследования не только среди российских саамов, но и среди лопарей Финляндии, Норвегии, Швеции.
Она работала в этнографическом поле среди европейских и азиатских ненцев, коми-пермяков и коми-зырян, хантов и манси, совершила две экспедиционные поездки к эвенкам.
Большое место в работе Татьяны Васильевны занял анализ проблем этногенеза.

## Основные публикации
- Материальная культура саамов (лопарей) Кольского полуострова в конце ХIХ—ХХ вв. М., 1971. 168 с.;
- Этногенез саамов // Этногенез народов Севера. М., 1980. С. 28-40;
- Семья и семейный быт саамов // Семья и семейный быт народов СССР. М., 1990;
- Саамы // Брак у народов Северной и Северо-Западной Европы. М., 1990. С. 35-42;
- Саамы России (к вопросу адаптивной функции традиционной культуры) // Народы Сибири. М., 1993. Кн. 1. С. 11-23;
- Жилище неславянских народов севера европейской части России. Традиционное жилище народов России: ХIХ — начало ХХ в. М., 1997. С. 104—125;
- Саамы Скандинавских стран и Финляндии // Рождение ребёнка в обычаях и обрядах. Страны Зарубежной Европы. М., 1997. С. 477—483;
- Профилактика и лечение болезней у народов Крайнего Севера Европейской России (саамы и ненцы) // Сибирский этнографический сборник. М., 1999. Вып. 9. С. 50-65;
- Государственная политика и традиционная культура саамов. Проблемы возрождения // Расы и народы. М., 2002. Вып. 28. С. 110—120;
- В. В. Чарнолуский: певец Земли Саамской // Репрессированные этнографы. М., 2003. Вып. 2. С. 128—146;
- Саамы: традиционные хозяйственные занятия // Прибалтийско-финские народы России. М., 2003. С. 66-77 (Серия «Народы и культуры»);
- Материальная культура // Там же. С. 78-100;
- Семья и обряды жизненного цикла // Там же. С. 108—117[2].

## Семья
- Отец — Василий Владимирович Пучков
- Мать — Ольга Никитична Шевякова
- Муж — Семен Петрович Лукьянченко